# أمهات المطالب
أمهات المطالب ثلاث وهي: الأمهات جمع الأم التي هي الأصل والولد راجع إليه. والمطالب جمع مطلب ظرف أو مصدر ميمي إما بمعنى اسم المفعول فمعنى مطلب ما وهل ولم المطلوب بها. ولهذا يطلق على المطلوب تصوريا كان أو تصديقيا. أو بمعنى اسم الفاعل ولهذا يطلق مجازا عقليا على الكلمة التي يطلب بها ال‍تصور أو التصديق كما يفهم من الشريفية في المناظرة. وإنما قلنا مجازا عقليا لأن المجاز العقلي كما يجري في الإسناد التام كذلك يجري في غيره على ما هو التحقيق.
قوله يجري في غيره أي غير الإسناد التام كما في النسب الغير الإسنادية. والكلمة التي يطلب بواسطتها التصور أو التصديق تسمى مطلبا بالكسر وإضافة المطلب إلى ما وهل وغيرهما بيانية إذا كان بمعنى الطالب أو اسم الآلة. وعليك أن تعلم أن كسر الميم غلط خلاف الرواية عن الجمهور. وتحقيق المقام أن المطالب كثيرة والأصول منها ثلاثة والبواقي ترجع إليها. وقال بعضهم أربعة والبواقي راجعة إليها.
وذكر أن المطالب كثيرة منها مطلب - أين - وكيف - وأنى - وأيان - إلى غير ذلك. ومع قطع النظر فإن كل واحد من المقولات التسع يقع مطلبا نعم إن بعضها كالفعل والانفعال ليس اللفظ المخصوص موضوعا لهما وأدوات الطلب - ما - ومن - وهل - ولم - وأين - ومتى - وأي - وإيان - وكيف.